# Eirene quadrigatum
Eirene quadrigatum är en nässeldjursart som beskrevs av Ernst Haeckel 1879. Eirene quadrigatum ingår i släktet Eirene och familjen Eirenidae. Inga underarter finns listade i Catalogue of Life.